# 태흥영화
태흥영화(太興映畵,  Taehung Production co., ltd.)는 1984년 영화 제작자 이태원이 설립한 대한민국의 영화 제작사로, 본사는 한남동에 있다. 한국영화 작품으로는 무릎과 무릎 사이, 장군의 아들, 태백산맥 등이 있다.

## 역사
미군부대의 군납업자였던 이태원은 1973년 친구가 운영하던 의정부시의 한 극장을 인수하면서 영화계와 인연을 맺게 됐다. 이태원은 특유의 사업 수완으로 경기, 강원 지역에서 영화 배급 사업을 벌여 큰 성공을 거두었으며, 1983년 부도 직전의 태창영화사를 인수해 태흥영화사를 설립하면서 본격적인 영화 제작에 나다.
〈에이리언〉, 〈다이 하드〉 등의 외화 수입을 통해 태흥영화는 탄탄한 물적 토대를 구축했지만 1988년 할리우드 영화의 직배가 본격화된 후에는 외화 수입을 중단하고 한국 영화 제작에만 몰두했으며, 임대 운영하던 단성사를 통해 〈장군의 아들〉(1990), 〈서편제〉(1993) 등 기록적인 흥행작을 내놓았다.
태흥영화는 임권택 감독을 빼놓고는 설명하기 힘들다. 〈아제 아제 바라아제〉(1989)를 시작으로 임권택 감독과 〈장군의 아들〉(1990), 〈장군의 아들 2〉(1991), 〈장군의 아들 3〉(1992), 〈서편제〉(1993), 〈태백산맥〉(1994), 〈축제〉(1996), 〈노는 계집 창〉(1997), 〈춘향뎐〉(2000), 〈취화선〉(2002), 〈하류인생〉(2004) 등 11편의 영화를 만들어 임권택 감독이 대한민국을 대표하는 영화감독으로 전 세계에 알려지는 데 큰 역할을 했다. 임권택 감독도 〈장군의 아들〉이나 〈노는 계집 창〉 같은 흥행성이 강한 영화를 연출해 재정적으로 태흥영화에 도움을 주기도 했다. 이태원 대표와 임권택 감독, 정일성 촬영 감독 트리오는 노장 현역 영화인이 적은 대한민국 영화계에 좋은 모범이 되고 있다.
〈장군의 아들〉 시리즈로 박상민, 신현준, 김승우 등의 신인 배우를 발굴한 태흥영화는 신인 감독 발굴에도 뛰어난 감식안을 보여 줬는데 〈개그맨〉(1989)의 이명세 감독, 〈장미빛 인생〉(1994)의 김홍준 감독이 태흥영화를 통해 데뷔했다. 또한 배창호 감독의 〈기쁜 우리 젊은 날〉(1987)과 〈꿈〉(1990), 장선우 감독의 〈경마장 가는 길〉(1991)과 〈화엄경〉(1993) 등 주요 감독의 대표작이 태흥영화에서 제작됐고 이두용 이장호 두 감독이 1984년부터 해당 영화사(태흥)에 전속하여 〈뽕〉(이두용) 〈무릎과 무릎 사이〉(이장호) 등을 연출,히트시켰으며 영화법 개정과 함께 독립해 각자 영화사를 차리고 제작에 열을 쏟아왔는데 〈공포의 외인구단〉1편은 당초 해당 영화사(태흥)에서 만들려던 것을 이장호 감독이 인수하여 개인제작했다.

## 작품
| 년도 | 국가   | 제목                      | 개봉일     | 담당       | 종류 | 레이블   |
| ---- | ------ | ------------------------- | ---------- | ---------- | ---- | -------- |
| 1984 | 한국   | 《울지 않는 호랑이》      | 1984.3.31  | 제작       | 실사 | 태흥영화 |
| 1984 | 한국   | 《사대소림사》            | 1984.8.25  | 제작       | 실사 | 태흥영화 |
| 1984 | 한국   | 《무릎과 무릎 사이》      | 1984.9.30  | 제작       | 실사 | 태흥영화 |
| 1984 | 미국   | 《터미네이터》            | 1984.12.22 | 수입, 배급 | 실사 | 태흥영화 |
| 1985 | 한국   | 《그 어둠에 사랑이》      | 1985.6.13  | 제작       | 실사 | 태흥영화 |
| 1985 | 한국   | 《장남》                  | 1985.6.22  | 제작       | 실사 | 태흥영화 |
| 1985 | 미국   | 《카튼 클럽》             | 1985.7.6   | 수입, 배급 | 실사 | 태흥영화 |
| 1985 | 한국   | 《돌아이》                | 1985.8.3   | 제작       | 실사 | 태흥영화 |
| 1985 | 한국   | 《어우동》                | 1985.9.28  | 제작       | 실사 | 태흥영화 |
| 1986 | 한국   | 《뽕》                    | 1986.2.8   | 제작       | 실사 | 태흥영화 |
| 1986 | 미국   | 《어젯밤에 생긴 일》      | 1986.10.18 | 제작       | 실사 | 태흥영화 |
| 1987 | 한국   | 《기쁜 우리 젊은 날》     | 1987.5.2   | 제작       | 실사 | 태흥영화 |
| 1987 | 미국   | 《프레데터》              | 1987.7.17  | 수입, 배급 | 실사 | 태흥영화 |
| 1987 | 미국   | 《에이리언즈 원》         | 1987.10.1  | 수입, 배급 | 실사 | 태흥영화 |
| 1987 | 한국   | 《두 여자의 집》          | 1987.12.24 | 제작       | 실사 | 태흥영화 |
| 1988 | 미국   | 《블랙 위도우》           | 1988.2.6   | 수입, 배급 | 실사 | 태흥영화 |
| 1988 | 미국   | 《브로드캐스트 뉴스》     | 1988.3.26  | 수입, 배급 | 실사 | 태흥영화 |
| 1988 | 한국   | 《업》                    | 1988.5.20  | 제작       | 실사 | 태흥영화 |
| 1988 | 한국   | 《어른들은 몰라요》       | 1988.7.1   | 제작       | 실사 | 태흥영화 |
| 1988 | 미국   | 《다이하드》              | 1988.9.24  | 수입, 배급 | 실사 | 태흥영화 |
| 1989 | 미국   | 《월 스트리트》           | 1989.4.29  | 수입, 배급 | 실사 | 태흥영화 |
| 1989 | 한국   | 《개그맨》                | 1989.6.24  | 제작       | 실사 | 태흥영화 |
| 1989 | 미국   | 《보디 더블》             | 1989.8.26  | 수입, 배급 | 실사 | 태흥영화 |
| 1989 | 한국   | 《그 후로도 오랫동안》    | 1989.9.9   | 제작       | 실사 | 태흥영화 |
| 1989 | 홍콩   | 《지존무상》              | 1989.11.11 | 수입, 배급 | 실사 | 태흥영화 |
| 1990 | 미국   | 《택시 드라이버》         | 1990.2.17  | 수입, 배급 | 실사 | 태흥영화 |
| 1990 | 한국   | 《오세암》                | 1990.3.24  | 제작       | 실사 | 태흥영화 |
| 1990 | 한국   | 《장군의 아들》           | 1990.6.29  | 제작       | 실사 | 태흥영화 |
| 1990 | 한국   | 《꼭지딴》                | 1990.7.28  | 제작       | 실사 | 태흥영화 |
| 1990 | 한국   | 《꿈》                    | 1990.9.29  | 제작       | 실사 | 태흥영화 |
| 1990 | 홍콩   | 《무적쾌차》              | 1990.9.29  | 수입, 배급 | 실사 | 태흥영화 |
| 1991 | 한국   | 《젊은 날의 초상》        | 1991.3.16  | 제작       | 실사 | 태흥영화 |
| 1991 | 대만   | 《낙산풍》                | 1991.6.1   | 수입, 배급 | 실사 | 태흥영화 |
| 1991 | 한국   | 《장군의 아들 2》         | 1991.7.20  | 제작       | 실사 | 태흥영화 |
| 1991 | 한국   | 《경마장 가는 길》        | 1991.12.21 | 제작       | 실사 | 태흥영화 |
| 1992 | 한국   | 《이혼하지 않은 여자》    | 1992.4.18  | 제작       | 실사 | 태흥영화 |
| 1992 | 한국   | 《장군의 아들 3》         | 1992.7.11  | 제작       | 실사 | 태흥영화 |
| 1993 | 한국   | 《서편제》                | 1993.4.10  | 제작       | 실사 | 태흥영화 |
| 1993 | 한국   | 《화엄경》                | 1993.6.26  | 제작       | 실사 | 태흥영화 |
| 1993 | 한국   | 《참견은 노 사랑은 오예》 | 1993.7.17  | 제작       | 실사 | 태흥영화 |
| 1993 | 홍콩   | 《태자전설》              | 1993.8.21  | 수입, 배급 | 실사 | 태흥영화 |
| 1993 | 미국   | 《비터문》                | 1993.9.25  | 수입       | 실사 | 태흥영화 |
| 1994 | 한국   | 《장미빛 인생》           | 1994.8.6   | 제작       | 실사 | 태흥영화 |
| 1994 | 한국   | 《태백산맥》              | 1994.9.17  | 제작       | 실사 | 태흥영화 |
| 1995 | 한국   | 《금홍아 금홍아》         | 1995.4.22  | 제작       | 실사 | 태흥영화 |
| 1996 | 한국   | 《축제》                  | 1996.6.6   | 제작       | 실사 | 태흥영화 |
| 1996 | 프랑스 | 《구름 저편에》           | 1996.8.31  | 수입, 배급 | 실사 | 태흥영화 |
| 1996 | 한국   | 《미지왕》                | 1996.12.21 | 제작       | 실사 | 태흥영화 |
| 1997 | 한국   | 《창》                    | 1997.9.3   | 제작       | 실사 | 태흥영화 |
| 1998 | 한국   | 《세븐틴》                | 1998.7.17  | 제작       | 실사 | 태흥영화 |
| 1999 | 한국   | 《세기말》                | 1999.12.11 | 제작       | 실사 | 태흥영화 |
| 2000 | 한국   | 《춘향뎐》                | 2000.1.29  | 제작       | 실사 | 태흥영화 |
| 2002 | 한국   | 《취화선》                | 2002.5.10  | 제작       | 실사 | 태흥영화 |
| 2004 | 한국   | 《하류인생》              | 2004.5.21  | 제작       | 실사 | 태흥영화 |